# Petr Punčochář (politik)
Petr Punčochář (* 20. prosince 1969, Nové Město na Moravě) je pedagog, sportovec, trenér a politik.
Od roku 2008 ředitel ZŠ Svážná v městské části Brno-Nový Lískovec. Mimo jiné pracoval jako svazový trenér juniorské reprezentace ČR v atletice a v současnosti je ředitelem atletických soutěží, pořadatelem akcí celorepublikového i lokálního charakteru a provozuje veřejně přístupná sportoviště.

## Biografie

### Sportovní kariéra
S atletikou začal jako sprinter v roce 1986 v Sokole Žabovřesky, v následujících sezónách startoval za oddíly Zbrojovka Brno, Technika Brno a Univerzita Brno. V letech 1994–1995 byl členem USK Praha, v sezónách 1996–1998 oblékal dres Sokola Vyškov a od roku 1999 VSK Univerzita Brno. Celkem třikrát zvítězil v běhu na 400 metrů na mistrovství České republiky (v letech 1990 a 1992 v rámci Československa) a v roce 1993. Českou republiku reprezentoval v letech 1993-1994 ve třech mezistátních utkáních (z toho jednou na Evropském poháru). Jeho osobní rekord v běhu na 400 metrů 47,49 pochází z roku 1992.

### Studium a profesní kariéra
V roce 1995 absolvoval Pedagogickou fakultu Masarykovy univerzity v Brně. Během let 2002–2004 studoval trenérskou školu při FTVS Univerzity Karlovy v Praze.
Pracoval jako manažer instalační společnosti a v roce 1997 se stal třídním učitelem na ZŠ Horníkova v Brně. Od roku 2004 zastával funkci zástupce ředitele na ZŠ Svážná a od roku 2008 zde působí na postu ředitele.

### Politická kariéra
Členem ODS je od roku 2002. V letech 2002 až 2010 byl a poté opět od roku 2014 je členem zastupitelstva městské části Brno-Nový Lískovec.